# За европску Србију
За европску Србију (ЗЕС) била је политичка коалиција проевропеистичке оријентације у Србији. Коалицију је предводио председник Србије и ДС-а Борис Тадић.
ЗЕС је створена за време српских парламентарних избора 2008, који су сазвани пошто је влада ушла у кризу због једностраног проглашења независности Косова.

## Чланице коалиције
Странке које су ушле у коалицију су биле следеће:
| Странка | Странка                              | Скр. | Вођа          | Главна идеологија                                             | Политичко опредељење | Мандати (2008) |
| ------- | ------------------------------------ | ---- | ------------- | ------------------------------------------------------------- | -------------------- | -------------- |
|         | Демократска странка                  | ДС   | Борис Тадић   | Социјалдемократија Друштвени либерализам Проевропеизам        | Леви центар          | 64 / 250       |
|         | Г17 плус                             | Г17+ | Млађан Динкић | Либерални конзервативизам Економски либерализам Проевропеизам | Десни центар         | 24 / 250       |
|         | Лига социјалдемократа Војводине      | ЛСВ  | Ненад Чанак   | Социјалдемократија Аутономизам Проевропеизам                  | Леви центар          | 5 / 250        |
|         | Социјалдемократска партија Србије    | СДПС | Расим Љајић   | Социјалдемократија Популизам Проевропеизам                    | Леви центар          | 4 / 250        |
|         | Српски покрет обнове                 | СПО  | Вук Драшковић | Монархизам Економски либерализам Проевропеизам                | Десни центар         | 4 / 250        |
|         | Демократски савез Хрвата у Војводини | ДСХВ | Петар Кунтић  | Интереси хрватске мањине Аутономизам Проевропеизам            | Десни центар         | 1 / 250        |

## Резултати на изборима

### Парламентарни избори
| Година | # гласова | % од важећих | # посланика | Промена | Статус |
| ------ | --------- | ------------ | ----------- | ------- | ------ |
| 2008.  | 1.590.200 | 38,42%       | 102 / 250   | 15      | влада  |

### Председнички избори
| Година | Кандидат    | Странка | #  | 1. круг — гласови | % од важећих | #  | 2. круг — гласови | % од важећих |
| ------ | ----------- | ------- | -- | ----------------- | ------------ | -- | ----------------- | ------------ |
| 2008.  | Борис Тадић | ДС      | 2. | 1.457.030         | 35,39%       | 1. | 2.304.467         | 50,31%       |

## External links
- За европску Србију — Борис Тадић